# Babka (Mnichowe Turnie)
Babka – turnia w grupie Mnichowych Turni w Dolinie Małej Łąki w polskich Tatrach Zachodnich. Znajduje się w południowej odnodze Mnichowej Grani, opadającej z Mnichowej Galerii poprzez Siodło za Babką i Babkę do Niżniej Świstówki. Jej północne i pionowe ściany opadają do Żlebu Poszukiwaczy Jaskiń, południowe stanowią ograniczenie jednej z odnóg Żlebu między Mnichy. W grani Babki opadającej do Niżniej Świstówki znajduje się Filar Babki o wysokości około 150 m. Najbardziej stromy jest w najwyższej części. Babka oglądana z Niżniej Świstówki wydaje się najwyższym szczytem Mnichowych Turni, w istocie jednak jest niższa od Dziadka i czubka Galerii Mnichowej.
Babka jest jedną z trzech Mnichowych Turni (pozostałe to Dziadek i Mnich Małołącki), których nazwa jest pochodzenia ludowego – pochodzi jeszcze z czasów, gdy hala Mała Łąka była wypasana (lata międzywojenne i dawniej). Pozostałe nazwy utworzone zostały później, przez taterników i grotołazów.
Na Babkę łatwo można wejść stromym i trawiastym zboczem z Siodła za Babką. Na wszystkie pozostałe strony opadają z niej strome ściany. Najmniej strome są południowe, opadające do Żlebu między Mnichy. Poprowadzono tędy lewą depresją Galerii Mnichowej drogę wspinaczkową. Pierwsze przejście: Jan Muskat i Jan Romero 3 stycznia 1994. Obecnie wspinaczka tutaj jest niedozwolona – jest to obszar ochrony ścisłej Wantule, Wyżnia Mała Łąka.